# Franse presidentsverkiezingen 1969
De Franse presidentsverkiezingen 1969 waren de derde presidentsverkiezingen tijdens de Vijfde Franse Republiek. Georges Pompidou werd bij deze verkiezingen gekozen als president van Frankrijk. 
Op 15 juni 1969 moesten de Fransen kiezen tussen de Georges Pompidou en Alain Poher. Zij behaalden de meeste stemmen in de eerste ronde. Deze eerste ronde vond plaats op 1 juni 1969, er deden zeven kandidaten mee. De opkomst was lager dan de presidentsverkiezingen van 1965: 77,59%. In die eerste ronde won Georges Pompidou 44,47% van de stemmen, Alain Poher behaalde 23,31%. Verder kregen Jacques Duclos 21,27% en Gaston Deferre 5,01% van de stemmen.

## Kiessysteem
Uitgangspunt van de verkiezingen is, dat in één ronde een kandidaat de meerderheid van de stemmen krijgt. Omdat van de vele kandidaten normaal er geen in één keer de meerderheid krijgt, moet er een tweede ronde worden gehouden tussen de twee kandidaten, die in de eerste ronde de meeste stemmen hebben gekregen.

## Uitslag eerste ronde
Volgens de officiële uitslag hadden Pompidou en Poher op 1 juni 1969 de meeste stemmen gekregen, zodat zij het tegen elkaar opnamen in de tweede ronde. Deze vond plaats op 15 juni 1969.
| Kandidaat               | Partij                                 | Stemmen    | %      |
| ----------------------- | -------------------------------------- | ---------- | ------ |
| Georges Pompidou        | Union pour la défense de la République | 10.051.816 | 44,47% |
| Alain Poher             | Centre démocrate                       | 5.268.651  | 23,31% |
| Jacques Duclos          | Parti communiste                       | 4.808.285  | 21,27% |
| Gaston Deferre          | SFIO                                   | 1.133.222  | 5,01%  |
| Michel Rocard           | Parti socialiste unifié                | 816.471    | 3,61%  |
| Louis Ducatel           | Onafhankelijk (radicaal-socialistisch) | 286.447    | 1,27%  |
| Alain Krivine           | Ligue communiste                       | 239.106    | 1,06%  |
| Totaal (opkomst 77,59%) |                                        | 22.898.960 | 100%   |

## Uitslag tweede ronde
In de tweede ronde op 15 juni 1969 behaalde Georges Pompidou de overwinning met 58,21% van de stemmen tegen 41,79% voor Alain Poher. Daarmee werd Pompidou gekozen als president van Frankrijk.
| Kandidaat               | Partij                                 | Stemmen    | %      |
| ----------------------- | -------------------------------------- | ---------- | ------ |
| Georges Pompidou        | Union pour la défense de la République | 11.064.371 | 58,21% |
| Alain Poher             | Centre démocrate                       | 7.943.118  | 41,79% |
| Totaal (opkomst 68.84%) |                                        | 20.311.287 | 100%   |